# Iancu Mitracu
Iancu Mitracu (* 1961; † 14. Dezember 2014) war ein rumänischer Fußballspieler.

## Sportlicher Werdegang
Mitracu spielte für Dinamo Bukarest, Metalurgistul Cugir, AS Victoria Bukarest und Unirea Alba Iulia. Später war er als Funktionär tätig, zum Zeitpunkt seines Todes leitete er die Disziplinkommission von AJF Alba. Er erlag im Alter von 53 Jahren während eines Freizeitspiels einem Herzinfarkt. Ihm zu Ehren findet seither jährlich im Dezember ein von Unirea Alba Iulia veranstaltetes Turnier statt.